# Friedrich Tietz
Friedrich Tietz (* 24. September 1803 in Königsberg; † 6. Juli 1879 in Berlin), fälschlich manchmal auch Friedrich von Tietz, war ein deutscher Theaterdirektor, Publizist und Schriftsteller.

## Leben und Wirken
Friedrich Tietz studierte zunächst Rechtswissenschaft und war als Referendar im preußischen Justizdienst in Berlin tätig. Aus diesen Jugendjahren sollte er in mehreren seiner späteren Erinnerungsbücher ausführlich berichten. Im Jahr 1829 gab er jedoch seine juristische Karriere auf und siedelte nach Dresden über, um sich ganz der Schriftstellerei zu widmen. Allerdings war er schon in Berlin als Autor lokalbezogener Lustspiele hervorgetreten (1828: Die Theatralische Landparthie, 1829: Die Comödie in Zehlendorf). Bereits am 3. Dezember 1827 wurde sein Schwank „Englischer Spleen, oder: Die Geliebte in der Einbildung“, ein Einakter, in Berlin aufgeführt, und weitere Aufführungen folgten dann bis zum September 1828. In derselben Zeit veröffentlichte Tietz auch mehrere Erzählungen und einen Gedichtband.

### 1829–1842: Schriftstellerei, Reisen und Skandale
Im Jahr 1830 wurde Tietz vom Herzog von Sachsen-Coburg und Gotha zum Legationsrat ernannt, und in den folgenden Jahren hielt er sich in dieser Funktion in Russland auf (1832–33). Wenig später unternahm er auch eine Reise in den östlichen Mittelmeerraum (Türkei, Ägäis, Griechenland), und zwar auf dem Landweg via Bukarest (Dezember 1833). Anfang 1834 hielt er sich dann in Konstantinopel, danach in Nafplio auf; in der östlichen Ägäis hatte er mehrere Inseln besucht. Doch Russland blieb für Tietz sein wichtigstes Erlebnis. Während seines dortigen Aufenthalts hatte er seine russischen Sprachkenntnisse so weit verbessert, dass er sich nun auch an literarische Übersetzungen wagte, die im Jahr 1838 erschienen. Schon nach der Unterdrückung des Aufstands in Polen (1830–31) durch Russland, der den Polen bei deutschen Nationalliberalen viel Sympathie einbrachte, hatte sich Tietz ganz prorussisch positioniert. Unter dem Pseudonym „Fedor Ivanowitsch“ verfasste er 1830 die prorussische Schrift – tatsächlich ein Gedicht – Worte eines Russen an die Deutschen.
Aus diesen im Leben Tietz’ unsteten 1830er Jahren liegen zahlreiche Akten vor, die aufgrund verschiedener Umtriebe seinerseits angelegt wurden; Genaueres lässt sich nicht immer angeben, da bisher noch niemand das Material ausgewertet hat. So besitzt etwa das sächsische Staatsarchiv Unterlagen über eine „Untersuchung gegen den coburgischen Legationsrat Johann Friedrich Tietz wegen Beteiligung an den Unruhen“, und zwar an den Unruhen in Dresden im April 1831. Was sich zugetragen hatte und was sich aus dieser Untersuchung ergab, muss eine zukünftige Akteneinsicht zeigen, zumal noch weitere Dokumente vorliegen. Jedenfalls war Tietz auch in der Zeit danach weiterhin und für mehrere Jahre als Legationsrat tätig, wobei er nun jedoch nicht mehr in Dresden, sondern in München gelebt zu haben scheint. Im Jahr 1835 hatte Tietz im Übrigen „versuchsweise“ eine Beschäftigung am herzoglichen Hoftheater in Coburg erhalten, war jedoch „wegen ungeeigneten Benehmens in den Geschäften“ nach kurzem wieder entlassen worden.

#### Die „Gloria-Affäre“
Aktenkundig wurde Tietz erneut im Jahr 1836, und das Staatsarchiv Coburg bewahrt einen Bericht über den „Erpressungsversuch des Journalisten Friedrich Tietz gegenüber der coburgischen Regierung im Zusammenhang mit der Ehe zwischen Königin Gloria II. und Prinz Ferdinand auf“. Über diesen Vorfall wissen wir recht genau Bescheid, weil zeitgenössische Zeitungen darauf aufmerksam wurden und ausführlich berichteten.
Folgendes hatte sich zugetragen: Nach dem unerwartet frühen Tod ihres ersten Mannes Auguste de Beauharnais hatte sich die portugiesische Königin Maria II. da Glória, Tochter des Kaisers von Brasilien, am 9. April 1836 mit einem 19-jährigen Prinzen aus dem Haus Sachsen-Coburg und Gotha, Ferdinand, vermählt. Die Augsburger Allgemeine Zeitung veröffentlichte dann in ihrer außerordentlichen Beilage Nr. 453–54 (vom 28. September) einen von Mitte Juli datierten Privatbrief aus Lissabon, in dem nicht nur die Portugiesen und ihre Königin, sondern insbesondere auch der Coburgische Prinz Ferdinand in einem sehr schlechten Licht dargestellt, ja geradezu veräppelt werden. Tietz hatte nun, wie berichtet wird, lange vor Veröffentlichung dieses Briefs Kenntnis von dem Schreiben und übersandte den Inhalt schon im Juni von München aus an einen Staatsbeamten in Gotha, und zwar mit dem Zusatz, der Inhalt werde „nach Ablauf von 14 Tagen durch eine der vorzüglichsten Zeitungen zur Publicität gebracht“, falls die Herzogliche Regierung sich ihm gegenüber nicht erkenntlich zeige. Damit bezog er sich vermutlich auf seine Entlassung am Hoftheater (1835) und versuchte auf diese Weise, seine Wiedereinstellung durchzusetzen. Daraus wurde jedoch nichts. Die Herzogliche Regierung denunzierte ihn, und Ernst I. entzog ihm „das unterm 2. October 1830 ertheilte Prädikat eines herzoglichen Legationsrathes“. Allgemein ging man davon aus, dass der in der Augsburger Zeitung veröffentlichte „Privatbrief aus Lissabon“ von Tietz zum Zweck der Erpressung tatsächlich selbst geschrieben worden war. Ohne Zweifel besaß Tietz genügend Informationen über die Verhältnisse in Portugal, zumal er drei Jahre später auch eine Studie über das zeitgenössische Brasilien – damals zwar ein unabhängiges Kaiserreich, aber mit dem portugiesischen Herrscherhaus noch eng verbunden – veröffentlichte.

### 1842–1853: Theaterdirektor
Zu Beginn der 1840er Jahre lebte Tietz zunächst in Rostock, übernahm aber am 1. Februar 1842 die Direktion des Stadttheaters in Königsberg, und zwar „auf eigene Rechnung“. Das Theater war finanziell und künstlerisch heruntergewirtschaftet, als Tietz die Stelle übernahm. Tietz gelang es, einige Stars der damaligen Zeit nach Königsberg zu holen, so etwa die berühmte Opernsängerin Wilhelmine Schröder-Devrient, und auch die Konzerte von Franz Liszt waren ausverkauft. Das genügte aber offenbar nicht, das marode Haus finanziell auf feste Füße zu stellen. Es gab in Königsberg nicht, wie anderswo, einen Landesfürsten, der als Mäzen aufgetreten wäre, und manchmal konnten Stücke, die auf dem Programm standen, „aus Mangel an Zuschauern“ nicht aufgeführt werden. Im September 1844 gab Tietz deshalb den Posten wieder auf, obwohl er dem Königsberger Theater weiterhin freundschaftlich verbunden blieb.
Von 1844 bis 1852 war er als Direktor an anderen Theatern tätig, zunächst in Reval (von wo aus er auch das Theater in Helsinki mitbetreute, 1845–46), dann in Hamburg-Altona. In dieser Zeit nahm er auch seine Tätigkeit als Autor von Lustspielen und Schwänken wieder auf, die er bis in die 1870er Jahre fortsetzte. Fast alle seiner Stücke sind älteren, meist französischen Vorlagen entnommen oder von diesen adaptiert. Daneben galt seine besondere Aufmerksamkeit dem Ballett, „welches in ihm einen genauen Kenner und einen fast schwärmerischen Verehrer“ hatte.

### Ab 1853: Die Jahre in Berlin
Im Jahr 1853 ließ sich Tietz endgültig in Berlin nieder und begann eine 25-jährige Karriere als Publizist, Bühnenautor und Schriftsteller; zuweilen schrieb er auch für die Berliner Vossische Zeitung. Seit 1853 trug Tietz auch den offiziellen Titel eines Sachsen-Coburg-Gothaischen Hofkommissionsrats. Offenbar war zu diesem Zeitpunkt die „Gloria-Affäre“ aus dem Jahr 1836 schon ausreichend in Vergessenheit geraten, so dass Tietz nun erneut in den Genuss eines Herzoglichen Titels kommen konnte, zumal der alte Herzog von Sachsen-Coburg und Gotha, Ernst I., inzwischen seit fast zehn Jahren verstorben war.
Von Herbst 1853 bis ins Jahr 1854 war Tietz jedoch erneut auf Reisen, und zwar ein letztes Mal im Orient. Von Triest aus begab er sich via Izmir nach Konstantinopel, um über den Krimkrieg zu berichten. Anders als über seine früheren Reisen im Osmanischen Reich verfasste er aber über diese Reise kein Buch mehr. Es scheint, als habe ihn nach seiner Rückkehr die Tätigkeit als Neu-Berliner Publizist und Bühnenautor zu sehr in Anspruch genommen, als dass er noch Zeit gefunden hätte, seine Erlebnisse in Buchform zu veröffentlichen, und schon 1854 erschienen seine Bunten Erinnerungen, die ihn in Berlin zu einer kleinen Berühmtheit machten. In ihnen erzählt er vor allem aus seinen frühen Berliner Tagen, wobei er noch einige Erinnerungen aus dem Russland der 1830er Jahre einstreute.
In den Jahren zwischen 1854 und 1874 veröffentlichte Tietz zahlreiche weitere Bühnenstücke oder Bearbeitungen bzw. Übersetzungen älterer Lustspiele, daneben aber auch immer wieder Biographien und „Erinnerungsbücher“ verschiedener Art, sei es an eigene Erlebnisse, sei es an die Bekanntschaft mit Dritten. Aufgrund seiner Produktivität als Autor nannte ihn ein Berliner Feuilletonist im Jahr 1866 „eine als literarischer Industrieller wohlbekannte Persönlichkeit“. Ein anderer Korrespondent berichtete fünf Jahre später über die in Berlin zum Geburtstag der Kaiserin gegebenen Festvorstellungen und Deklamationen, dass diese „meist von Friedrich Tietz“ stammten, „einem dauerhaften alten Herrn, der mit Geschick zu solchen patriotischen Ergüssen alle alten Musenalmanache aus diesem und dem vorigen Jahrhundert ausbeutet.“
Tietz verstarb am 6. Juli 1879 in seiner Wohnung in der Luisenstraße 51 in Berlin. Er war verheiratet mit Anna Brandstaedter. Sein Sohn war der Theaterschauspieler Josef Tietz (1830–1906).

## Werke

### Reiseerzählungen, Memoirenliteratur und Verwandtes

#### Bücher
- 1836: Erinnerungs-Skizzen aus Rußland, der Türkei und Griechenland. Entworfen während eine Aufenthalts in jenen Ländern in den Jahren 1833 und 1834 vom Legationsrath Tietz[18]
  - Teil I: Coburg und Leipzig: Sinner’sche Hof-Buchhandlung (Google)
  - Teil II: Coburg und Leipzig: Sinner’sche Hof-Buchhandlung (Google)
  - Englische Ausgabe in zwei Bänden 1836: St. Petersburgh, Constantinople, and Napoli di Romania, in 1833 and 1834: A Characteristic Picture, Drawn During a Residence There. By M. von Tietz, Prussian Counsellor of Legation, London: Adolphus Richter and Co. (Google: Band I – Band II)
  - Amerikanische Ausgabe 1836: St. Petersburgh, Constantinople, and Napoli di Romania, in 1833 and 1834: A Characteristic Picture, Drawn During a Residence There. By M. von Tietz, Prussian Counsellor of Legation, New York: Theodore Foster (Google)
- 1838: Bunte Skizzen aus Ost und Süd. Entworfen und gesammelt in Preußen, Rußland, der Türkei, Griechenland, auf den ionischen Inseln und in Italien, 2 Bände, Leipzig: F.A. Brockhaus (Google)
- 1839: Brasilianische Zustände. Nach gesandschaftlichen Berichten bis zum Jahre 1837, Berlin: Voß’sche Buchhandlung
- 1854: Bunte Erinnerungen an Persönlichkeiten, Begebenheiten und Theaterzustände. Zusammengesucht von Fr. Tietz, Berlin: Leopold Lassar (Google)
- 1860: Nach Rußland und zurück.
- 1866: Marie Taglioni. Erinnerungsblätter aus dem Leben der Künstlerin, Berlin: Ernst Litfaß (Google)
- 1868: Haidekraut und Riedgras. Märkisch-Preußische Historietten aus alten Tagen, Breslau: Eduard Trewendt (Google)
  - Niederländische Ausgabe 1870: Heidekrud en rietgras. Markensch-Pruisische geschiedenissen uit de oude doos, Leiden: P. Engels (Google)
- 1868: Wien. Diabolische und menschliche Photographien. Fixirt von Fr. Tietz, Berlin: Hausfreund-Expedition (E. Graetz) (Google)
- 1871: Ernst Litfass’ industrielle und private Wirksamkeit. Zur Feier seines 25 jährigen Principals- und Bürger-Jubiläums nach authentischen Thatsachen dargestellt. Nachdruck der Original-Festschrift aus dem Jahre 1871, Berlin (Google)
- 1873: Wien bei Tag und Nacht. Culturbilder, Berlin: J. Josowicz (Google)
  - Niederländische Ausgabe 1874: Weenen bij dag en bij nacht. Naar het hoogduitsch, Zwolle: Van Hoogstraten & Gorter (Google)

#### Artikel in Zeitschriften
- 1840: „Griechisch-Türkische Reiseskizzen“
  - Teil 1: Wanderung durch Athen, Das Ausland, Nr. 189 (7. Juli 1840), S. 753–755; Nr. 190 (8. Juli 1840), S. 758 f.
  - Teil 2: Fahrt von Athen nach Chios, Das Ausland, Nr. 196 (14. Juli 1840), S. 781 f.; Nr. 197 (15. Juli 1840), S. 786 f.
  - Teil 3: Kostaki Lambros, die Waise von Chios, Das Ausland, Nr. 199 (17. Juli 1840), S. 793 f.; Nr. 200 (18. Juli 1840), S. 798 f.; Nr. 201 (19. Juli 1840), S. 802 f.
  - Teil 4: Aufenthalt in der Stadt Chios – Die Chiotinnen und die Chioten, Das Ausland, Nr. 202 (20. Juli 1840), S. 805–807; Nr. 203 (21. Juli 1840), S. 810 f.
  - Teil 5: Ausflug zum Kloster Neamoni, Das Ausland, Nr. 206 (24. Juli 1840), S. 821 f.; Nr. 207 (25. Juli 1840), S. 826 f.; Nr. 208 (26. Juli 1840), S. 830 f.
  - Teil 6:  Ausflüge nach Homers Schule und Mastico – Abreise von Chios, Das Ausland, Nr. 209 (27. Juli 1840), S. 833–835; Nr. 210 (28. Juli 1840), S. 838 f.
- 1851: „Über die Musik in der Türkei“, in: Neue Berliner Musikzeitung, Nr. 35 vom 27. August 1851, S. 275–277.
- 1861: „Ein Besuch beim Pascha von Smyrna und ein griechischer Räuberhauptmann. Erinnerungen von Friedrich Tietz“. in: Der Zwischen-Akt (Wien), Nr. 64 vom 6. März 1861, S. 2 f. (nicht paginiert) (ANNO)
- 1872: „Mein Brite und sein Spleen“, in: Deutscher Volkskalender für 1872, 28. Jahrgang, Breslau: E. Trewendt
- 1874: „Aus dem Leben einer todten berühmten Künstlerin. Jugenderinnerungen aus dem ersten Drittel dieses Jahrhunderts. Skizzirt von Friedrich Tietz“, in: Über Land und Meer, Nr. 22 (1874), S. 431–435 (online BSB München)

### Literarische und politische Schriften
- 1830 (als „Fedor Ivanowitsch“): Worte eines Russen an die Deutschen. Zur Erinnerung an die vergangene und jetzige Zeit, o. O. Zweite Auflage Danzig: Gerhard 1832
- 1834: Erzählungen und Phantasiestücke. Mit einem Vorwort von Friedrich Baron de la Motte Fouqué, Leipzig: Böhme

### Übersetzungen
- 1838: Historische und romantische Erzählungen, Begebenheiten und Skizzen. Nach dem Russischen des A. Puschkin, A. Bestushew, T. Bulgarin und Anderer deutsch herausgegeben von Friedrich Tietz, Berlin: Voß’sche Buchhandlung (Google)

### Bühnenwerke
- 1839: Je toller, desto besser! Eine Sammlung heiterer, leicht ausführbarer Polterabendscherze. F.H. Morin, Berlin (Google)
- 1851: Nur diplomatisch! Lustspiel in 5 Aufzügen, frei nach dem Französischen. (Nach der Einrichtung des Regisseurs, Herrn Ascher, zur Aufführung im Friedrich-Wilhelmstädtischen Theater zu Berlin, am 29. October 1851). E. Litfaß, Berlin (Google) (BSB München)
- 1852: Im Asyl. Lustspiel in einem Akt, frei nach dem Französischen. Louis Kolbe, Berlin (Google)
- 1852: Närrische Leute. Vaudeville-Burleske in 1 Akt. Mit theilweiser Benutzung eines alten französischen Stoffes (Zum Erstenmale dargestellt auf dem Friedrich-Wilhelmstädtischen Theater zu Berlin am 5. März 1852). L. Kolb, Berline (Google) – Erneut veröffentlicht 1859 (siehe unten)
- 1853: Nur nicht ängstlich! Lustspiel in vier Aufzügen. (Mit theilweiser Benutzung eines älteren Stoffes). Berlin (Google)
- 1855: Aus der alten guten Zeit. Königsberger Lebensbilder in vier Abtheilungen, Königsberg (eine Komödie)[19]
- 1855: Die gute alte Zeit, oder: Das alte Berlin. Schwank aus der ersten Hälfte der vorigen Jahrhunderts, in vier Abtheilungen, Theaterzettel vom Hoftheater Weimar vom 27. Dezember 1855 (Thüringisches Hauptstaatsarchiv Weimar)
- 1855: Ein Theater-Abend vor hundert Jahren. Novellistische Erinnerungs-Scizze an den 24. November 1755 zum hundertjährigen Jubiläum des Königsberger Stadttheaters. Schultzsche Hofdruckerei, Königsberg (Digitalisat ULB Münster) (Google)
- 1856: Eine Braut auf Lieferung. Lustspiel in vier Aufzügen, neu nach dem Italienischen des Federici. (Mit entschiedenstem Erfolge auf der Friedr.-Wilhelmstädt. Bühne in Berlin aufgeführt). L. Kolbe, Berlin (Google)
- 1857: Argwöhnische Eheleute. Lustspiel in 4 Akten nach Kotzebue, neu bearbeitet (Am Königl. Hoftheater in Berlin mit entschiedenstem Beifall gegeben). L. Kolbe, Berlin (Digitalisat ULB Münster)[20]
- 1858: Der Herr Inspector. Lustspiel in vier Akten (Die Handlung theilweise nach einem älteren Stoffe), Berlin: L. Kolbe (Digitalisat ULB Münster)[21]
- 1859: Der Fürst und sein Dichter. Vaterländisches Neujahrs-Dramolett in einem Akt. L. Kolbe, Berlin (Digitalisat ULB Münster)
- 1859 (Ko-Autor): Der Müller von Meran. Romantisch-komische Oper in drei Akten von Mosenthal und Friedr. Tietz. Musik von F. v. Flotow. L. Kolbe, Berlin (Google)
- 1859: Närrische Leute. Vaudeville-Burleske in 1 Akt, mit theilweiser Benutzung eines alten Französischen Stoffes. A.W. Hayn, Berlin (Digitalisat ULB Münster) (Google) – Zuerst veröffentlicht 1852 (siehe oben)
- 1860: Ein Verschwörer. Intriguenstück in 4 Akten und 1 Vorspiel nach dem Französischen des Alexander Dumas[22]
- 1862: Dunkle Wolken. Dramatische Kleinigkeit in 1 Akt, nach einer Idee des Fournier. (Aufgeführt im Königlichen Hoftheater zu München). A.W. Hayn, Berlin (Digitalisat ULB Münster)[23]
- 1862: Couplets aus der Posse: Die Götter in der Hasenheide, oder: Berliner im Olymp. Nach F. Tietz von E. Jacobson und R. Linderer. Eduard Bloch, Berlin (BSB München)
- 1864: Alle verheirathet, oder: Ein Ring. (Zweiter Teil des Lustspiel’s: „Nur nicht heirathen!“) Lustspiel in 4 Akten nach dem Englischen: „Sir Harry Wildair“ von Farguhar und der Schröder’schen Übersetzung bearbeitet. L. Kolbe, Berlin (Digitalisat ULB Münster)
- 1864: Nur nicht heirathen! oder: Ein Ring. Lustspiel in fünf Akten, nach dem englischen Original Constant couple von Farqhuar und der Schröder’schen Übersetzung bearbeitet. L. Kolbe, Berlin (Digitalisat ULB Münster)
- 1865 (nicht exakt datiert): Berliner im Olymp. Burleske mit Gesang und Tanz in 3 Akten, nebst Vorspiel und scenischem Prolog. Couplets von R. Linderer. Musik von G. Michaelis. Bühnen-Manuskripten-Verlag von Eduard Bloch, Berlin (BSB München)
- 1867: Er ist kurirt. Schwank in einem Akt, nach dem Französischen: „Un mari dans du coton“ (Aufgeführt im Wallner-Theater zu Berlin). A.W. Hayns Erben, Berlin (Digitalisat ULB Münster)
- 1867: Großmütterchen und Enkel. Lustspiel in 1 Akt mit Gesang nach dem Französischen. A.W. Hayns Erben, Berlin (Google)